# Malta (groupe)
Pour les articles homonymes, voir Malta et Nova (homonymie).
Malta est un duo suédois formé en 1973 composé de Claes af Geijerstam et Göran Fristorp. Le duo a sorti un album et deux singles tous en 1973.
Pour sa participation au Concours Eurovision de la chanson 1973, le duo a dû se renommer Nova afin de ne pas être confondu avec le pays de Malte, malgré le fait que Malte ne participait pas à l'Eurovision en 1973.
Après avoir remporté le Melodifestivalen 1973 avec Sommar'n som aldrig säger nej, il représente la Suède à l'Eurovision 1973, la chanson y étant interprétée dans la version anglaise You're Summer où il termine 5e avec 94 points.

## Discographie

### Album studio
- 1973 : Malta

### Singles
| Année                                                                                     | Single                        | Classement hebdomadaire |
| Année                                                                                     | Single                        | Suède (Svensktoppen)    |
| ----------------------------------------------------------------------------------------- | ----------------------------- | ----------------------- |
| 1973                                                                                      | Sommar'n som aldrig säger nej | 3                       |
| 1973                                                                                      | Sweet Virginia                | —                       |
| « — » signifie que le single ne s'est pas classé ou n'est pas sorti dans le pays indiqué. |                               |                         |